# Brabant des États
1648–1795
Entités précédentes :
- Duché de Brabant

Entités suivantes :
- Brabant-Batave

Le Brabant des États (en néerlandais : Staats-Brabant) était, dans le cadre des Provinces-Unies (1648-1795, actuels Pays-Bas), un « pays de la Généralité » et non pas une « province ». 
Le Brabant des États, dont les villes principales étaient Bois-le-Duc, Bréda, Berg et Maastricht, correspond aux actuelles provinces néerlandaises du Brabant-Septentrional et du Limbourg.

## Histoire
Lors de la paix de Westphalie (fin de la guerre de Trente Ans), par le traité de Münster du 30 janvier 1648, le roi d'Espagne, Philippe IV, souverain des Pays-Bas espagnols, reconnaît l'indépendance de la République des Sept Provinces-Unies des Pays-Bas et lui cède la partie septentrionale du duché de Brabant, que les troupes espagnoles n'avaient pas réussi à reconquérir à la fin du XVIe siècle, au cours de la guerre de Quatre-Vingts Ans (1568-1648).
Mais ce territoire presque entièrement peuplé de catholiques n'est pas doté de l'autonomie provinciale dont jouissent les Sept Provinces, très fortement calvinistes : il est administré directement par les États généraux des Provinces-Unies.

## Territoire
Le Brabant des États comprenait :
- une partie du duché de Brabant, à savoir :
  - le quartier de Bois-le-Duc :
    - le bailliage de Bois-le-Duc (meierij van 's-Hertogenbosch) ;
    - le pays de Cuijk (land van Cuijk) ;
    - la ville de Grave (stad Grave) ;

  - une partie du quartier d'Anvers :
    - le marquisat de Berg (markiezaat van Bergen op Zoom) ;
    - la seigneurie de Bréda (heerlijkheid van Breda) ;
    - la seigneurie de Steenbergen (heerlijkheid Steenbergen) ;
    - la seigneurie de Willemstad (heerlijkheid Willemstad) ;
    - le Prinsenland (Dinteloord en Prinsenland) ;
- la ville et le pays de Maastricht (stad en land Maastricht), à savoir :
  - la coseigneurie de Maastricht ;
  - le comté de Vroenhove (nl) et ses dépendances :
    - les terres de rédemption ;
    - les onze seigneuries de Saint-Servais.